# 三灘駅
三灘駅（サムタンえき）は、大韓民国忠清北道忠州市山尺面にある韓国鉄道公社忠北線の駅である。

## 歴史
- 1959年2月15日 - 配置簡易駅として営業開始。
- 1967年7月1日 - 普通駅に昇格。
- 2016年1月1日 - 忠北線にてヌリロ号運行開始。

## 隣の駅
韓国鉄道公社
忠北線
忠州駅  - （牧杏駅） - （東良駅） - 三灘駅 - （公田駅） - (鳳陽駅) - (堤川操車場) - 堤川駅